# Byasanagar
Byasanagar là một thành phố và khu đô thị của quận Jajapur thuộc bang Orissa, Ấn Độ.

## Nhân khẩu
Theo điều tra dân số năm 2001 của Ấn Độ, Byasanagar có dân số 37.609 người. Phái nam chiếm 53% tổng số dân và phái nữ chiếm 47%. Byasanagar có tỷ lệ 73% biết đọc biết viết, cao hơn tỷ lệ trung bình toàn quốc là 59,5%: tỷ lệ cho phái nam là 79%, và tỷ lệ cho phái nữ là 66%. Tại Byasanagar, 11% dân số nhỏ hơn 6 tuổi.